# Bobby Fischer (šahist)
Robert James "Bobby" Fischer (Chicago, 9. ožujka 1943. – Reykjavík, 17. siječnja 2008.), američki šahist.
Jedan je od najvećih igrača u povijesti šaha. Osvojio je naslov svjetskog prvaka 1972. g. u meču s Borisom Spaskim. Nakon toga prestao je igrati i odustao od obrane naslova, pa je godine 1975. prvakom proglašen pobjednik mečeva kandidata Anatolij Karpov.
Godine 1992. odigrao je neslužbeni meč sa Spaskim u Jugoslaviji. Time je prekršio američke zakone jer su Srbija i Crna Gora bile pod sankcijama. Početkom 2005. godine dobio je državljanstvo Islanda, gdje je živio do smrti 2008.

## Karijera

### Najmlađi velemajstor
Već kao trinaestogodišnjak, 1956., nastupio je na prvenstvu SAD. Privukao je pažnju svjetske šahovske javnosti briljantnom pobjedom nad Donaldom Byrnom. Kad je bio na vrhuncu karijere, početkom 1970-ih, rekao je da mu je to bila "partija života". 
Već iduće godine postao je prvak SAD. Godinu kasnije ponovo je pobijedio i plasirao se na međuzonski turnir. Na međuzonskom, igranom u Portorožu, dijelio je 5-6. mjesto, osvojio naslov velemajstora i plasirao se na turnir kandidata. Iako je u posljednjih desetak godina nekoliko još mlađih dječaka osvojilo najviši naslov, njegov je uspjeh bez premca jer danas su kriteriji za osvajanje naslova mnogo blaži.
Turnir kandidata igran je 1959. na Bledu u, Zagrebu i Beogradu. Igrala su osmorica igrača u četiri kruga. Fischer je podijelio 5-6. mjesto sa Svetozarom Gligorićem (prvo mjesto osvojio je Mihail Talj).

### Rađanje legende
U sljedećih desetak godina, Fischer je osvojio prva mjesta na niz međunarodnih turnira. Često je dolazio u sukob s organizatorima turnira, jer je tražio ekstra-honorare i borio se za savršene uvjete. Iako su mu zamjerali tvrdoglavost, sitničavosti i grandomaniju, njegovi su zahtjevi obično bili opravdani. Svojim uspjesima, popularnošću i upornošću pomogao je i ostalim profesionalnim šahistima. Bio je bijesan na najjače sovjetske igrače, koji su dobivali plaću od države i nisu tražili posebne honorare i visoke nagrade na turnirima. 
Smatrajući da su zbog velikog utjecaja sovjetske šahovske organizacije na FIDE uvjeti neravnopravni, nakon turnira kandidata 1962. (gdje je bio četvrti – pobijedio je Petrosjan) odlučio je ne igrati u ciklusu natjecanja za svjetsko prvenstvo. Igrao je na turnirima i za ekipu SAD na olimpijadama i uglavnom pobjeđivao. Između 1960. i 1971. igrao je na 25 turnira i 20 puta osvojio prvo mjesto. 
Potpuno se posvetio šahovskoj igri. Nakon prvih uspjeha prekinuo je školovanje i nikada nije završio srednju školu. Nije ga zanimala umjetnost, znanost, politika, šport, niti seks. 

### Svjetski prvak
Tek 1970. odlučio se na juriš na svjetsko prvenstvo. Na međuzonskom turniru u Palma de Mallorci bio je uvjerljivo prvi.
Bilo je jasno da je favorit mečeva kandidata, ali način na koji se obračunao s protivnicima bio je i ostao jedinstven u povijesti šaha. U četvrtfinalnom meču, igranom u Vancouveru 1971., pobijedio je Marka Tajmanova s čistih 6-0! Izgledalo je nemoguće da se tako nešto ponovi, ali polufinalni meč protiv Benta Larsena završio je jednako.
U finalu, Fischer je igrao protiv Tigrana Petrosjana, svjetskog prvaka 1963-1969. g. Fischer je dobio prvu partiju i to je bila njegova 19. uzastopna pobjeda. Petrosjan međutim dobiva drugu partiju; slijede tri remija. Fischerovi naviječi počeli su se zabrinjavati: možda je staloženi Petrosjan pronašao pravi način da obuzda agresivnog protivnika? Nesigurnost nije dugo trajala: Fischer je dobio sljedeće četiri partije i pobijedio 6,5-2,5. Bilo je to prvi put nakon Drugog svjetskog rata da jedan igrač van Sovjetskog saveza dođe do dvoboja za naslov.
U pripremama meča sa svjetskim prvakom Borisom Spaskim postavljao je stalno nove zahtjeve i meč je bio blizu otkazivanja; krize su se nastavile i kada je meč počeo. U svijetu je vladalo golemo zanimanje za meč, koji je doživljavan i kao obračun usamljenog američkog genija s moćnim strojem komunističke imperije. Tadašnji američki ministar vanjskih poslova Henry Kissinger telefonom je razgovarao s Fischerom, nagovarajući ga da igra.
Meč je igran u Reykjaviku, glavnom gradu Islanda. Nagradni je fond bio dotad nezamislivih 250.000 dolara. U prvoj partiji, u jednostavnoj i potpuno izjednačenoj završnici, Fischer je napravio neshvatljivu grešku i izgubio. 
Nakon toga najavio je da neće igrati ako se iz sale ne uklone televizijske kamere kompanije Chester Fox, koja je imala pravo snimanja svih partija za predviđeni film o meču. Tvrdio je da mu smeta njihovo zujanje, iako je ranije potpisao ugovor o snimanju i izborio se da on i Spaski dobiju svaki po 30% prihoda od prava na snimanje. Nije došao na drugu partiju i izgubio je kontumacijom. Nakon toga kamere su ipak uklonjene i meč je nastavljen.
Od treće do desete partije, Fischer je ponovo pokazao superiornost: pet je partija dobio, tri remizirao. Spaski je dobio 11. partiju, Fischer 13. Slijedila je serija od sedam remija, a zatim Fischer dobiva 21. partiju i time i meč, s 12,5-8,5. 

### Pustinjak
Fischer je konačno ostvario cilj kojem je podredio cijeli život. Dokazao je da je najjači na svijetu (tvrdio je da je realno bio najjači od svoje osamnaeste godine); postigao je svjetsku slavu, u SAD je postao nacionalni heroj, pobjednik nad komunizmom. Prema riječima njegovog odvjetnika, s nekoliko potpisa na ugovore za reklamiranje mogao je za tri tjedna zaraditi 1,2 milijuna dolara.
Međutim, odbio je sve te ponude. Odbio je igrati šah, nastupati na simultankama, držati predavanja. Povukao se u osamu.
U mečevima kandidata, nova sovjetska nada Anatolij Karpov (r. 1951) pobijedio je u polufinalu Spaskog, a u finalu Viktora Korčnoja. Time je stekao pravo na meč s Fischerom. Fischer je tražio da se način igranja meča promijeni, tako da se umjesto fiksirane 24 partije igra na deset pobjeda. Kongres FIDE zaključio je da bi tada meč mogao predugo trajati i odlučeno je da se igra do šest dobivenih partija. (Bili su u pravu. Godine 1984-1985. meč Karpov-Kasparov prekinut je nakon 48. partije, kod rezultata 5-3 uz 40 remija, zbog iscprljenosti oba igrača. Nakon toga vraćeno je ograničenje od 24 partije.) Bio je to jedini s liste Fischerovih zahtjeva (ukupno ih je bilo 179) koji je FIDE odbila.
Fischer je, međutim, odbio igrati pod tim uvjetima. Nakon što su iscrpljeni svi rokovi, predsjednik FIDE, bivši svjetski prvak Max Euwe, proglasio je Karpova prvakom svijeta. Fischer nikada nije priznao tu odluku; on je i do svoje smrti sebe nazivao svjetskim prvakom "jer nikada nije pobijeđen".
Nakon toga potpuno je nestao iz javnosti; heroj je postao legenda. Kolale su razne priče o tome gdje se zapravo nalazi. Povremeno su ga nalazili i pokušavali nagovoriti da ponovo zaigra, ali on je tijekom dvadeset godina sve ponude odbijao. Godine 1977., primjerice, odbio je ponude da za 250.000 dolara odigra jednu partiju u Las Vegasu i tri milijuna dolara dodatnog honorara da nastupi na jednom turniru na Filipinima.

### Emigracija
Godine 1992. prihvatio ponudu srpskog "tajkuna" Jezdimira Vasiljevića da na Svetom Stefanu odigra meč s nagradnim fondom od pet milijuna dolara. Protivnik je bio Boris Spaski, koji je u to doba daleko od svjetskog vrha. Meč je igran na deset pobjeda. Fischer je pobijedio s 10-5 uz 15 remija, ali u šahovskom pogledu taj meč ne znači mnogo; samo povremeno pokazivao je bljeskove nekadašnje briljantnosti.
Međutim, igrajući taj meč Fischer je prekršio američki zakon, jer su SAD zbog rata u Hrvatskoj i BiH proglasile sankcije protiv Srbije i Crne Gore. Pogoršao je svoj položaj time što je dopis o tome na tiskovnoj konferenciji popljuvao (doslovno). Nakon završetka meča nije se više mogao vratiti u SAD, a bilo je jasno da će američka vlada tražiti izručenje i od zemalja u kojima boravi. Fischeru prijeti 10 godina zatvora, uz oduzimanje 3,65 milijuna dolara koliko je primio za pobjedu u tom meču.
Ponovno se posve povukao od svijeta i mijenjao zemlju boravka: Srbija, Njemačka, Mađarska, Hong Kong, Švicarska, Filipini, Japan. Mnogi obožavatelji u SAD borili su se, i još uvijek se bore, da se uhidbeni nalog poništi. Povremeno je izlazio u javnost sa žestokim antiameričkim i antižidovskom izjavama (iako je i sam Židov).
Godine 2004. živio je u Japanu, a SAD su zahtijevale izručenje. U napetoj atmosferi, prije nego što je japanska vlada donijela odluku o tome, vlada Islanda mu je početkom 2005. dodijelila državljanstvo i poslala po njega poseban avion. Do smrti je živio na Islandu, 17.siječnja 2008. godine nakon duge bolesti okončane otkazivanjem bubrega.

## Vještina
U 15 godina potpune posvećenosti šahu razvio je golemo znanje, savršenu intuiciju i besprijekornu tehniku. Fischer "kao da zna sve i shvaća sve", pisao je Dražen Marović u prikazu njegove uvjerljive pobjede na turniru u Vinkovcima 1968.
Znao je i igrao sva šahovska otvaranja i u svima nalazio novosti. Poznavao je stilove svih velikih igrača prošlosti i svojih suvremenika. Imao je savršen osjećaj za poziciju i besprijekorno kombinirao. 
Rano je razvio beskompromisni agresivni stil, nastojeći čak i s crnim figurama već u otvaranju preuzeti inicijativu i pobijediti u matnom napadu. Ako to ne bi uspjelo, demonstrirao je savršenu tehniku i u konačnicama. Po stilu se teško u šahovskoj povijesti može naći takav igrač. Ipak, na Fischerov stil je, čini se, najviše utjecalo majstorstvo legendarnog Paula Morphya i Kubanca Joséa Raúla Capablance, dvojca kojeg je, uz sebe, Fischer smatrao najtalentiranijim u povijesti.
Rijetke poraze doživljavao je zbog povremenog pretjeranog optimizma i nestrpljivosti u jednakim ili malo slabijim pozicijama. Moglo se dogoditi da bude nadigran, ako protivnik igra hladnokrvno i hrabro zgrabi priliku. To je uspjelo tada nepoznatom hrvatskom majstoru Vladi Kovačeviću, koji ga je besprijekorno nadigrao crnim figurama na turniru u Zagrebu 1970. godine.

## Kontroverze
U kolovozu 2001. godine pažnju svjetskih masovnih medija privukla je senzacionalna vijest da Robert Fischer, anonimno, igra on-line partije na Internetu. Ova urbana legenda mjesecima je kružila među igračima koji igraju on-line na raznim serverima: anonimni igrač, nazvan "Mister X", igra brzopotezne partije, u otvaranju igra besmislene poteze, a zatim igra savršeno i uništava protivnike, čak i velemajstore. 
Široj publici priču je obznanio Nigel Short, jedan od najjačih svjetskih igrača (1993. igrao meč za svjetsko prvenstvo s Garijem Kasparovom). Po vlastitom priznanju, u seriji partija s "Mister X-om" izgubio je osam partija, a nije dobio nijednu! 
Short je također izjavio da je tajanstveni suigrač odgovorio na nekoliko pitanja tipa "s kim je Fischer igrao u 3. kolu međuzonskog turnira u Tunisu 1967., koje su otvaranje igrali i koliko je poteza trajala partija".
Tijekom sljedećih mjeseci, na internetu su objavljene lavine diskusija i analize igre "Mistera X-a". Neki su smatrali da igrač koristi računalni program, dok su drugi dokazivali da se ipak radi o čovjeku. Moguće je, da se radi o kombinaciji obojega: jak šahist (svakako ne Shortovog nivoa), koji koristi munjevitost računala za konkretne analize, i istovremeno svoju ljudsku intuiciju da ispravi greške kakve programi rade.
Pridružio se Worldwide Church of God i nakon osvajanja naslova prvaka živio u njihovom naselju u Pasadeni. Godine 1977. napustio je crkvu, izjavivši da ona dobiva naređenja od tajne sotonističke svjetske vlade. 
Godine 1984. pisao je urednicima izdanja Encyclopedia Judaica tražeći da njegovo ime bude uklonjeno. Isticao je da nije Židov i da nikada nije bio obrezan.
24. svibnja 1999. u Baguiou (Filipini) izjavio je: "Amerika je potpuno pod kontrolom Židova (…) Ministar vanjskih poslova i ministar obrane su prljavi Židovi."
11. rujna 2001., govoreći iz Japana za Radio Bomba iz Baguia, čestitao je teroristima koji su izvršili napad na WTC i Pentagon.
27. siječnja 2002. na intervjuu za radio u Reykajviku, glavnom gradu Islanda, poticao je islandsku vladu da zatvori američku vojnu bazu. "Ako odbiju otići, pošaljite im nekoliko pisama s antraxom."
Koliko je poznato, prvu sentimentalnu vezu uspostavio je 1992., kada je imao 53 godine, s jednom 18-godišnjom Mađaricom. Navodno ga je ona nagovorila da odigra meč sa Spaskim. Godine 2000, dok je boravio na Filipinima, 22-godišnja Kineskinja Justine Ong rodila je njegovu kćerku; možda su se i vjenčali. Već iste godine, međutim, Fischer je preselio u Japan i živio s Miyoko Watai, predsjednicom Japanskog šahovskog saveza i bivšom prvakinjom Japana za žene, s kojom je živio do odlaska na Island.
Biološki otac Bobbyja Fischera bio je mađarski matematičar i fizičar židovskog porijekla, Paul Nemenyi, rođen u Rijeci (tadašnjoj Fiume).

## Vanjske poveznice
- The Bobby Fischer Unofficial Home Page  Arhivirana inačica izvorne stranice od 5. kolovoza 2009. (Wayback Machine) (eng.)
- kronološki pregled svih rezultata i događaja iz života  Arhivirana inačica izvorne stranice od 22. siječnja 2008. (Wayback Machine) (eng.)
- Skinite sve Fischerove partije u pgn formatu!  Arhivirana inačica izvorne stranice od 13. rujna 2005. (Wayback Machine) (eng.)
- Meč Spaski-Fischer 1972 (eng.)
- Meč Fischer-Spaski 1992 (eng.)
- Fischerova borba protiv izručenja  Arhivirana inačica izvorne stranice od 17. lipnja 2007. (Wayback Machine) (eng.)
- Worlwide Church of God (eng.)